# Heraldos de las Calaveras
Los Heraldos de las Calaveras son una línea de sangre del juego de rol Vampiro: la mascarada. La línea pertenece al Sabbat.
Los lazarenos de los que se desconocía su existencia hasta hace muy poco, cuando solicitaron su ingreso en la secta, tiene muy pocos miembros y al parecer todos ellos fueron abrazados hace mucho tiempo.
Los Heraldos se han mostrados muy reservados sobre su origen, pero su aspecto cadavérico y el dominio de la nigromancia hace que algunos de los más viejos vampiros los emparenten con un desaparecido clan de la muerte.
Aunque los lazarenos pertenecen formalmente al Sabbat, no suelen intervenir en su política, y parecen más interesados en una venganza personal contra el clan Giovanni y La Camarilla.

## Símbolo de la Línea de Sangre
El símbolo que representa a los Heraldos de las Calaveras es una extraña máscara mortuoria.
Algunos Heraldos Conocidos:
Unre, Guardiana de la Gólgota: Vive en Oriente Medio, posiblemente sea la chiquilla de Japeth conocida como Constancia, es un Matusalén de gran poder, le consume su sed de venganza contra los Giovanni, en lugar de una máscara utiliza un cráneo de toro sobre la cabeza.
Agaitas: Estudioso del Sabbath, aparece en el módulo "La Casa de las Mentiras" ubicado en Montreal.
Eghhota: Sire del anterior.
- Datos: Q5894663